# Échandelys
Échandelys ist eine französische Gemeinde mit 249 Einwohnern (Stand: 1. Januar 2022) im Département Puy-de-Dôme in der Region Auvergne-Rhône-Alpes (vor 2016 Auvergne). Sie gehört zum Arrondissement Ambert und zum Kanton Les Monts du Livradois (bis 2015 Kanton Saint-Germain-l’Herm).

## Geographie
Échandelys liegt etwa 53 Kilometer südöstlich von Clermont-Ferrand im Regionalen Naturpark Livradois-Forez. Nachbargemeinden von Échandelys sind Auzelles im Norden, Saint-Éloy-la-Glacière im Osten und Nordosten, Fournols im Osten und Südosten, Aix-la-Fayette im Süden, Saint-Genès-la-Tourette im Südwesten sowie Condat-lès-Montboissier im Westen und Nordwesten.

## Bevölkerungsentwicklung
| Jahr                       | 1962 | 1968 | 1975 | 1982 | 1990 | 1999 | 2006 | 2013 |
| Einwohner                  | 416  | 366  | 290  | 280  | 242  | 242  | 234  | 243  |
| Quellen: Cassini und INSEE |      |      |      |      |      |      |      |      |

## Sehenswürdigkeiten
- Himmelfahrt-Kirche (Église de l’Assomption) aus dem 14. Jahrhundert, Gebäude weitgehend aus dem 19. Jahrhundert
- Schloss La Cibaudie
- Schloss Échandelys, frühere Domäne, teilweise Monument historique